# تیم آریسن
تیم آریسن (هلندی: Tim Ariesen؛ زادهٔ ۲۰ مارس ۱۹۹۴ ‏(۳۰ سال)) دوچرخه‌سوار اهل هلند است.
از باشگاه‌هایی که در آن رکاب زده‌است می‌توان به تیم دوچرخه‌سواری رومپوت–ندرلانسه لوتری اشاره کرد.